# Olof Bergklint

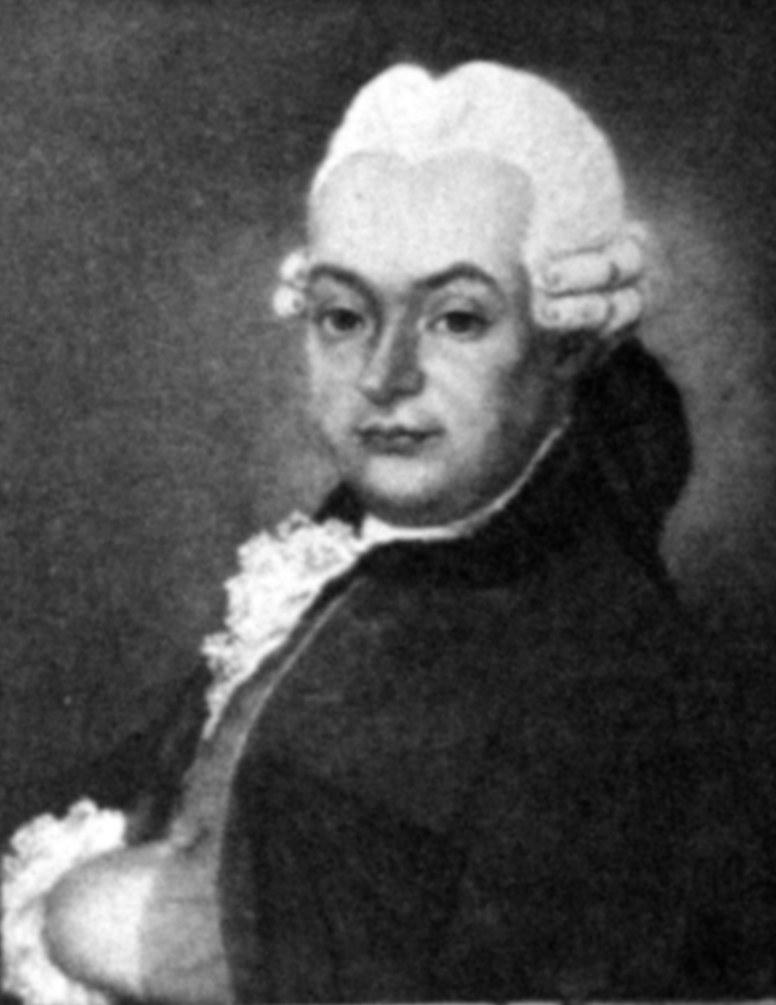
Porträtt av Olof Bergklint, okänd konstnär, 1770-tal. Tavlan i privat ägo; kopia finns på Västmanlands-Dala nation i Uppsala.

Olof Bergklint, född den 9 mars 1733 i Västerås, död den 13 mars 1805 i Gladsax socken, var en svensk skald, präst och kritiker. 

## Biografi
Bergklint föddes som son till stadskassören Valentin Bergklint och dennes första hustru Kristina Lenck. 
Efter studier vid Västerås gymnasium kom Bergklint till Uppsala universitet, där han 1761 blev fil. mag. 1765 blev han docent i svensk vitterhet.
Bergklint var informator för Johan Gabriel Oxenstierna, vilken han undervisade åren 1764-1768. Bergklint kom efter studierna att återvända till Västerås, där han 1774 blev lektor i poesi och vältalighet vid gymnasiet. Vid 50 års ålder blev han efter att ha prästvigts kyrkoherde och prost i Gladsax församling i Lunds stift, där han dock aldrig kom att trivas särskilt bra.
Under sin informatorstid i Stockholm 1758 grundade Bergklint tillsammans med några vänner sällskapet Witterlek, i vars tidskrift, Öfningar af Sälskapet Witterlek (1760-63), han offentliggjorde sina första dikter. Hans diktning inom den pseudoklassiska riktningen resulterade i en handfull verk. Ode öfver lifwet utkom 1772, Ode öfwer motgången 1774 och Den blinde 1780. Ode öfwer motgången är Bergklints mest betydande arbete och handlar om hans eget liv. Sin estetiska åskådning klargjorde han i Tal om skaldekonsten, som han höll i Västmanlands-Dala nation i Uppsala år 1761. Det var Bergklint som gav Bellman epitetet "Nordens Anakreon". 
Bergklints främsta insats för den svenska litteraturen är dock som kritiker, och som sådan räknas han som den främste före Kellgren. Han väckte stor uppmärksamhet då han lät granska Erik Skjöldebrands tragedi Habor och Signild (1767) och epos Gustaviaden (1768) på rent estetiska grunder. Recensionerna var de första i sitt slag i Sverige; tidigare hade sådan kritik ansetts vara personangrepp. Bergklints recension av Skjöldebrand blev stilbildande och är den första moderna recensionen i vårt land. 
Bergklint var gift två gånger, första gången 1775 i Hubbo kyrka med Maria Katarina Schedin, död 1783. Bergklint gifte sedan om sig 1784 i Osby kyrka med Fredrika Lovisa Lind, dotter till prosten där Jöns Lind.